# Adm Cloud
Adm Cloud es un software de computación en la nube desarrollado por ForTech, que proporciona software y servicios para gestión de finanzas, operaciones y relaciones con los clientes y control almacén. Su software y servicios están adaptados para pequeñas y medianas empresas con módulos para ERP, CRM, SCM, WMS y e-commerce.

## Historia
Adm Cloud surge luego de más de 15 años de labor en el mercado tecnológico y como una plataforma para hacer frente a un mercado cada vez más creciente y dinámico como el de los CRM y ERP

## Productos y servicios
Adm cloud ofrece cuatro soluciones de software principales y servicios opcionales de implementación y soporte:
- Planificación de recursos empresariales (ERP)
- Gestión de relaciones con el cliente (CRM)
- Comercio electrónico
- Manejo de almacenes
- Módulo de contabilidad

## Arquitectura
Estructura de Adm Cloud está desarrollado sobre una arquitectura web, permitiendo así su acceso desde virtualmente cualquier dispositivo con un navegador web moderno, dicha plataforma está alojada en Azure en los Data Centers de Microsoft.

## Ubicación en la nube

Adm Cloud reside en Microsoft Azure, una de las redes de computación en la nube más grandes y robustas del mundo. Microsoft Azure es propiedad de Microsoft y usada por más del 90% de las 500 empresas más grandes de USA. La misma resguarda su información con su más de 40 gigantescos centros de cómputos distribuidos por todo el mundo proveyendo backups automatizados, replicación de datos, alta disponibilidad y acceso 24/7 sin importar la ubicación.

### Backups
Toda tu información es replicada de forma continua en tres servidores y .respaldada diariamente con retención de 30 días

### Base de datos
Adm Cloud usa Azure SQL como sistema gestor de bases de datos. Microsoft Azure SQL Database es una base de datos en la nube administrada (SaaS) proporcionada como parte de Microsoft Azure.
Los servicios de bases de datos administradas se encargan de la escalabilidad, la copia de seguridad y la alta disponibilidad de la base de datos. Microsoft Azure SQL Database incluye inteligencia integrada que aprende patrones de aplicación y se adapta para maximizar el rendimiento, la confiabilidad y la protección de datos.
Las capacidades clave incluyen:
Aprendizaje continuo de sus patrones de aplicación únicos, ajuste de rendimiento adaptable y mejoras automáticas en la confiabilidad y protección de datos
Escalado según sea necesario, prácticamente sin tiempo de inactividad de la aplicación
Protección de datos con cifrado, autenticación, limitación del acceso de los usuarios al subconjunto adecuado de los datos, supervisión continua y auditoría para ayudar a detectar amenazas potenciales y proporcionar un registro de eventos críticos en caso de una infracción

### Ventajas por ser un software en la nube
- Ahorra tiempo: se pueden realizar tareas sencillas sin necesidad de descargar ni instalar ningún programa.
- Compatibilidad: basta tener un navegador actualizado para poder utilizarlas.
- Espacio: no ocupan espacio en nuestro disco duro.
- Actualizaciones inmediatas: como el software lo gestiona el propio desarrollador, cuando nos conectamos estamos usando siempre la última versión que haya lanzado.
- Consumo de recursos bajo: dado que toda (o gran parte) de la aplicación no se encuentra en nuestra computadora, muchas de las tareas que realiza el software no consumen recursos nuestros porque se realizan desde otra computadora.
- Multiplataforma: se pueden usar desde cualquier sistema operativo porque solamente es necesario tener un navegador.
- Portables: es independiente de la computadora donde se utilice (PC de sobremesa, portátil) porque se accede a través de una página web (solamente es necesario disponer de acceso a Internet).
- Virus/malware: son menos proclives a ser afectados por los virus o programas maliciosos de cualquier índole instalado en el equipo, aunque no sean inmunes a ellos.
- Disponibilidad: suele ser alta porque el servicio se ofrece desde múltiples localizaciones para asegurar la continuidad del mismo.
- Colaboración: gracias a que el acceso al servicio se realiza desde una única ubicación es sencillo el acceso y compartición de datos por parte de varios usuarios. Tiene mucho sentido, por ejemplo, en aplicaciones en línea de calendarios u oficina.

## Comparación de ediciones
En cuanto al precio el mismo variaría según los módulos y tipo de plan, Adm Cloud posee dos tipos de planes. Los planes orientados a empresas que necesitan un sistema simple y económico así como el plan Enterprise orientado a empresas más grandes que necesitan alta funcionalidad y capacidad de personalizarse a las necesidades del negocio.

| Módulos y Características                              | Básico | Estándar | Premium | Empresarial |
| ------------------------------------------------------ | ------ | -------- | ------- | ----------- |
| Usuarios                                               | 1      | 3        | 5       | Ilimitado   |
| Contabilidad General                                   | Sí     | Sí       | Sí      | Sí          |
| Bancos                                                 | Sí     | Sí       | Sí      | Sí          |
| Facturación y Cuentas por Cobrar                       | Sí     | Sí       | Sí      | Sí          |
| Compras y Cuentas por Pagar                            | Sí     | Sí       | Sí      | Sí          |
| Inventarios                                            |        | Sí       | Sí      | Sí          |
| Proyectos                                              |        | Sí       | Sí      | Sí          |
| CRM                                                    |        |          |         | Sí          |
| Gestión de Servicio                                    |        |          |         | Sí          |
| Manufactura/Control de Calidad                         |        |          |         | Sí          |
| Mantenimiento de Equipos                               |        |          |         | Sí          |
| WMS (Gestión de Almacenes Avanzado)                    |        |          |         | Sí          |
| Subsidiarias y Consolidación Financiera en Tiempo Real |        |          |         | Sí          |

## Módulos Disponibles
| Contabilidad General     | Contabilidad General, Catálogo de Cuentas, Centros de Costos, Entradas de Diario, Estados Financieros, Dashboard Financieros, KPIs |
| Bancos                   | Cuentas Bancarias, Depósitos, Cargos Bancarios, Conciliaciones Bancarios, Pagos, Impresión de Cheques, Importación de Archivo Bancario |
| Ventas                   | Cotizaciones, Pedidos, Facturas a Crédito, Facturas al Contado, Notas de Crédito, Devoluciones de Efectivo, Cobros, Reportes de Venta, Reportes de Cobro, Estados de Cuenta |
| Compras                  | Órdenes de Compras, Facturas de Proveedores, Notas de Crédito, Notas de Débito, Reportes de Compras, Estados de Cuenta, Pagos de Facturas, Informes de Gastos |
| Compras Avanzadas        | Solicitudes de Compra, Solicitudes de Cotizaciones a Proveedores, Aprobaciones de Compras, Comparativo de Propuestas |
| Finanzas Avanzadas       | Cuentas Estadísticas, Reglas de Amortización y Distribución, Centros de Costos Avanzados |
| Inventarios              | Artículos de Inventario, Almacenes, Existencias y Costos, Recepciones, Transferencias entre Almacenes, Despachos, Conteos Físicos, Liquidaciones Aduanales |
| Inventarios Avanzados    | Seriales, Lotes y Fechas de Expiración, Atributos de Inventario, Depósitos de Inventario, Transferencias entre Depósitos, Autorizaciones de Lotes, Conversión de Unidades de Medida, Solicitudes y Aprobaciones de Transferencias, Solicitudes de Devoluciones (RMA), Puertos de Embarque, Familias en Inventario  |
| Manufactura              | Listas de Materiales, Materia Prima, Órdenes de Trabajo, Costos de Producción |
| Manufactura Avanzada     | Trabajo en Proceso, Rutas de Producción, Centros de Trabajo, Etapas de Producción |
| Proyectos                | Proyectos, Tipos de Proyectos, Costos por Proyecto y Reportes de Rentabilidad |
| Proyectos Avanzados      | Taras de Proyectos, Diagramas de Gantt, Control de Horas, Presupuesto de Proyectos |
| Planeación de la Demanda | Generación Automática de Planes de Demanda basados en Análisis Estadístico de las Ventas, Proyección de Ventas, Generación de Compras de Abastecimiento |
| Servicio                 | Solicitudes de Servicio, Órdenes de Servicio, Colocación de Tickets desde el Portal de Clientes, Asignación de Solicitudes, Control de Horas Trabajas por Consultor, Control de Servicios en Garantía, Control de Tamaño de Cola del Consultor, Priorización de Servicios                                          |
| WMS                      | Gestión Avanzada de Almacenes, Transacciones de Almacén Optimizado para Dispositivos Móviles, Rutas de Recogida de Mercancía, Control de Recogida, Empaque y Despacho (Pick, Pack, Ship), Asignación de Pedidos a Auxiliares, Optimización para Códigos de Barras                                                  |
| CRM                      | Leads, Oportunidades de Negocio, Control de Etapas del Ciclo de Ventas, Análisis de Pipeline, Proyección de Ventas |
| Comercio Electrónico     | Tienda Virtual, Pagos con Tarjetas de Crédito, Carrito de Compras, Control de Imágenes de Productos |
| Presupuesto              | Presupuesto Financiero, Múltiples Escenarios de Presupuesto, Presupuesto por Centro de Costo, Comparativo de Presupuesto vs Ejecución, Aprobaciones de Presupuestos, Control de no Exceso de Presupuestos |
| Activos Fijos            | Activos Fijos, Control de Estado, Asignación de Activos, Depreciación, Integración Contable |
| Mantenimiento de Equipos | Equipos para Mantenimiento, Consumo de Piezas, Mano de Obra de Mantenimiento, Tareas, Solicitudes de Mantenimiento, Mantenimiento Preventivo, Órdenes de Mantenimiento |
| Comisiones               | Reglas de Cálculo de Comisiones de Ventas. Comisiones por monto de Venta Variable por Artículo, Vendedor, Línea de Negocio, Comisiones Variables por Antigüedad del Cobro |
| Nóminas                  | Empleados, Contratos de Trabajo, Grupos de Contratos, Contratos en Múltiples Monedas, Horas Extras, Novedades Excepcionales, Fórmulas en Cálculos de Conceptos, Nóminas de Pago, Volantes de Pago, Archivo de Banco para Pago de Nómina Electrónica, Generación Masiva de Cheques, Impresión de Cartas y Contratos |

## Versiones
Versiones
| Versión | Fecha               | Características | Comentarios |
| ------- | ------------------- | --------------- | ----------- |
| 2019.6  | 13 de junio de 2019 |                 |             |
| 2019.8  | 2019                |                 |             |

Versiones para Mac